# Teodosio V Dahan
Teodosio V, nato Joasaph Dahan (Beirut, 1698 – 30 marzo 1788), è stato arcieparca di Beirut e terzo patriarca della Chiesa melchita.

## Biografia
Joasaph Dahan nacque a Beirut nel 1698. Entrò nell'Ordine Basiliano Soarita e nel 1723 emise la solenne professione religiosa. Il 16 gennaio 1736 fu consacrato dal patriarca Cirillo VI Tanas arcieparca di Beirut assumendo il nome di Athanasios. In occasione della presa di possesso della sua arcidiocesi, la gerarchia di Beirut fu definitivamente divisa tra la parte ortodossa e quella cattolica.
Durante il breve patriarcato di Massimo II Hakim (1760-1761), Athanasios fu scelto dal patriarca come suo vescovo coadiutore. Alla morte di Massimo II, il sinodo elettivo, tenutosi nel monastero di Sant'Antonio alla presenza del delegato apostolico, elesse il 26 dicembre 1761 come nuovo patriarca l'arcivescovo di Beirut, che assunse il nome di Teodosio. La nomina romana di Massimo II e l'elezione di Teodosio V, entrambi monaci Soariti, furono contestate dai monaci Salvatoriani, che riconobbero invece come legittimo patriarca Michel Jawhar, che era stato eletto in seguito alla dimissioni di Cirillo VI Tanas.
La contrapposizione fra i sostenitori di Jawhar e quelli di Teodosio V divise profondamente la Chiesa melchita per buona parte della seconda metà del Settecento. Per sostenere le proprie posizioni, Jawhar si appellò alla Santa Sede. Papa Clemente XIII confermò in via definitiva l'elezione di Teodosio V il 9 luglio 1764 e il 23 luglio gli concesse il pallio. Solo con la totale sottomissione di Jawhar nel 1768 poté essere raggiunta l'unità e la pace nella Chiesa melchita.
Nel 1772 il papa concesse a Teodosio V il titolo di amministratore dei cattolici melchiti di Alessandria d'Egitto e di Gerusalemme, prerogativa finora detenuta dai Custodi di Terra Santa.
Teodosio V morì il 30 marzo 1788 all'età di circa novant'anni.

## Genealogia episcopale e successione apostolica
La genealogia episcopale è:
- Vescovo Filoteo di Homs
- Patriarca Eutimio III di Chios
- Patriarca Macario III Zaim
- Vescovo Leonzio di Saidnaia
- Patriarca Atanasio III Dabbas
- Vescovo Néophytos Nasri
- Patriarca Cirillo VI Tanas
- Patriarca Teodosio V Dahan, B.C.

La successione apostolica è:
- Arcivescovo Germanos Michel Adam (1774)
- Vescovo Agapit Qonaisser (1775)
- Patriarca Ignazio IV Sarrouf, B.C. (1778)